# Margo Glantz

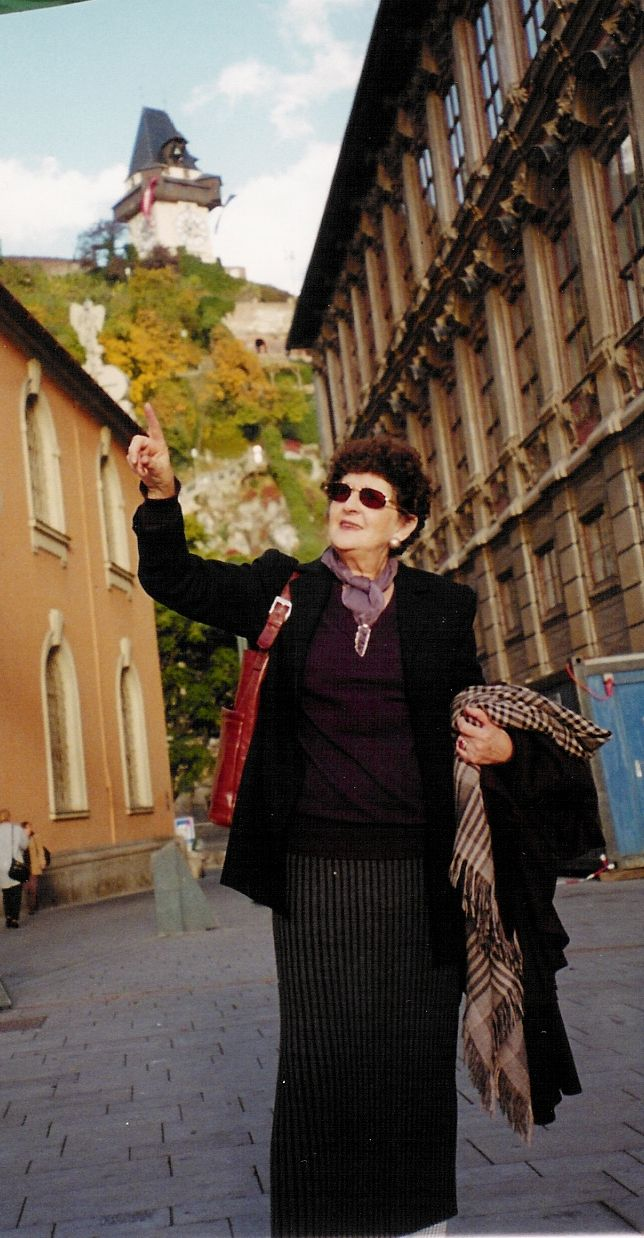
Margo Glantz in Graz, 1999

Margo Glantz (* 28. Januar 1930 in Mexiko-Stadt, Mexiko) ist eine mexikanische Schriftstellerin, Essayistin und Wissenschaftlerin.

## Leben
Margo Glantz wurde in eine Familie jüdischer Auswanderer aus Russland geboren; ihr Vater Jacobo Glantz war selbst Schriftsteller, ihre Mutter Elizabeth (Lucia) geb. Shapiro starb 1997 im Alter von 94 Jahren.
Von 1947 bis 1953 studierte Margo Glantz Literatur- und Theaterwissenschaften sowie Kunstgeschichte an der Universidad Nacional Autónoma de México (UNAM), wo sie viele hervorragende Lehrer hatte, darunter so bedeutende Schriftsteller und Philosophen wie Alfonso Reyes, Julio Torri, Agustín Yáñez, Samuel Ramos und Leopoldo Zea. 1953 ging sie mit ihrem damaligen Ehemann, Francisco López Cámara, für fünf Jahre nach Paris, wo sie an der Sorbonne mit der Dissertation El exotismo francés en México (de 1847 a 1867) ein Doktorat in Spanischer Literaturwissenschaft erwarb. Zurück in Mexiko lehrte sie an verschiedenen sekundären Bildungsstätten sowie an der UNAM Ästhetik, Theatergeschichte, Geschichte der mexikanischen Literatur und Komparatistik. 1959 wurde ihre erste Tochter Alina geboren. In Zeitungen und Zeitschriften veröffentlichte sie zahlreiche Artikel, Rezensionen und Theaterkritiken.
1964 erschien ihr erstes Buch, Viajes en México, Crónicas extranjeras, das auf Materialien basierte, welche sie für ihre Dissertation in Paris gesammelt hatte. 1966 wurde sie zur Professorin für Spanische und Vergleichende Literaturwissenschaft an der Philosophischen Fakultät der UNAM ernannt. Im selben Jahr gründete sie die Zeitschrift Punto de Partida, die sie bis 1969 leitete. Im gleichen Zeitraum stand sie auch dem Instituto Cultural México Israel (Mexikanisch-Israelisches Kulturinstitut) vor.
1970 heiratete sie in zweiter Ehe Luis Mario Schneider, mit dem sie eine 1971 geborene Tochter, Renata, hat. In diesem Jahr wurde sie als Ordentliche Professorin an das Montclair State College in New Jersey berufen und veröffentlichte ein bahnbrechendes literaturgeschichtliches Werk mit dem Titel Onda y escritura en México, jóvenes de 20 a 33, nach dem die gleichnamige literarische Strömung der jungen Literatinnen und Literaten in Mexiko benannt wurde.
Nach der Trennung von ihrem zweiten Mann kehrte Margo Glantz 1974 nach Mexiko zurück, wo sie ihre Lehrtätigkeit an der UNAM wieder aufnahm. Ihr erstes literarisches Werk, Las mil y una calorías, novela dietética („1001 Kalorien, ein diätetischer Roman“) erschien 1978, gefolgt von einer Reihe weiterer Essays und Romane. 1982 starb ihr Vater, dem sie mit dem autobiographischen Werk Las genealogías ein Jahr zuvor ein literarisches Zeugnis gesetzt hatte. 1983 wurde sie Leiterin der Literaturabteilung des Instituto Nacional de Bellas Artes (INBA), ein Jahr später erhielt sie den bedeutenden Literaturpreis Premio Xavier Villaurrutia für ihr Werk Síndrome de Naufragios. Von 1986 bis 1988 war sie Kulturattachée an der Mexikanischen Botschaft in London. Anschließend kehrte sie nach Mexiko zurück, wo sie ihre Lehrtätigkeit an der UNAM wieder aufnahm; zahlreiche Gastprofessuren an verschiedenen Universitäten in den USA folgten. 1994 wurde sie zur Profesora Emérita der UNAM ernannt sowie zum Council of the Humanities Fellow der Princeton University. Seit 1995 ist sie ordentliches Mitglied der Academia Mexicana de la Lengua.

## Preise und Auszeichnungen
- Premio Magda Donato, 1982 (für Las Genealogías)
- Premio Xavier Villaurrutia, 1984 (für Síndrome de naufragios)
- Premio Universidad Nacional, 1991
- Ordentliches Mitglied der Academia Mexicana de la Lengua, 1995
- Rockefeller-Stipendium, 1996
- Guggenheim-Stipendium, 1998
- Premio Sor Juana Inés de la Cruz, 2003 (für El rastro)
- Premio Nacional de Ciencias y Artes, 2004
- Ehrendoktorat der Universidad Autónoma Metropolitana (UAM), 2005
- Premio Coatlicue, 2009
- Juan Rulfo Preis, 2010
- Ehrendoktorat der Universidad Antónoma de Nuevo León, 2010
- Medalla de Oro de Bellas Artes, 2010
- Premio Nacional Malinalli, 2010, Universidad Juárez Autonóma de Tabasco
- Ehrendoktorat der Universidad Nacional Autónoma de México, 2011
- Medalla de oro por 50 años de docencia, Universidad Nacional Autónoma de México, 2011
- Premio al Mérito Cultural de la Ciudad de México, Carlos Monsiváis, 2012
- Premio Clementina Díaz y de Ovando, Instituto Nacional de Estudios Históricos de las Revoluciones de México, 2013
- Premio Iberoamericano de Narrativa Manuel Rojas 2015.[1]
- Premio Alfonso Reyes, Colegio de México, 2017
- Ehrendoktorat der Universidad de Alicante, 2017
- Ehrendoktorat der Universidad de Guadalajara, 2017
- Primer Premio Nuevo León Alfonso Reyes, 2019
- Premio Juan Crisóstomo Doria a las Humanidades, 2019
- Medalla Carlos Fuentes, Feria Internacional de Libros de Guadalajara, 2021
- Premio Carlos Fuentes, 2022

## Werk

### Romane, Erzählungen, Kurzgeschichten und Autobiographisches
- Las mil y una calorías, México: Premiá, 1978.
- Las genealogías, México, Martín Casillas, 1981 (Premio Magda Donato 1982) [Neuauflagen: México, Alfaguara, 1997, Valencia (Spanien), Pre-Textos, 2006, Buenos Aires, Bajo La Luna, 2010, México, Alfaguara, 2013].
- Apariciones, México, Alfaguara, 1996. [2. Auflage: México, Alfaguara / Universidad del Claustro de Sor Juana, 2002].
- Zona de derrumbe, Rosario, Beatriz Viterbo, 2001. [2. Auflage: Rosario, Beatriz Viterbo, 2006]
- El rastro, Barcelona, Anagrama, 2002. Premio Sor Juana Inés de la Cruz 2003. [Neuauflagen: México, Ed. Almadía, 2019; Kolumbien, Laguna Libros, 2019]
- Animal de dos semblantes, Santiago de Chile, Editorial LOM, 2004 [Neufassung von Zona de derrumbe].
- Historia de una mujer que caminó por la vida con zapatos de diseñador, Barcelona, Anagrama, 2005 [erweiterte Neufassung von Zona de derrumbe].
- Saña, Lima, Sarita Cartonera, 2006. [weitere Ausgaben: México, Era, 2007, Valencia, Editorial Pre-Textos, 2007, Buenos Aires, Eterna Cadencia Editora, 2010]
- Obras reunidas II: Narrativa, México, Fondo de Cultura Económica, 2008.
- México: el derrumbe, México, Universidad Autónoma Metropolitana (UAM), 2010 (Colección Los gatos sabrán…).
- Simple Perversión Oral, Ilustrado por Carmen Segovia, prólogo de Valeria Luiselli. México: UNAM, 2012 (weitere Ausgabe: México, La Caja de Cerillos/CONACULTA, 2015).
- Coronada de Moscas, México, Editorial Sexto Piso, 2012 (Fotografías de Alina López Cámara).
- Yo también me acuerdo, México, Sexto Piso, 2014.
- La cabellera andante, México, Alfaguara, 2015.
- Por breve herida, México, Sexto Piso, 2016.
- Solo lo fugitivo permanece, Buenos Aires, El Cuenco de Plata, 2022.

### Essays und Literaturkritik
- Viajes en México. Crónicas extranjeras, México, Secretaría de Obras Públicas, 1964.
- Tennessee Williams y el teatro norteamericano, México, UNAM, 1964.
- Narrativa Joven de México (Hg. und Vorw.), México, Siglo XXI, 1969.
- Onda y escritura, jóvenes de 20 a 33 (Hg. und Vorw.), México, Siglo XXI, 1971.
- La aventura del Conde de Rousset Boulbon, México, SepSetenta, 1972.
- Doscientas ballenas azules, México, La Máquina de Escribir, 1979.
- No pronunciarás, México, Premià, 1980.
- Repeticiones. Ensayos sobre literatura mexicana, México, Universidad Veracruzana (UV), 1980.
- Intervención y pretexto. Ensayos de literatura comparada e iberoamericana, México, UNAM, 1981. Neuauflage: Posdata editores, 2012
- El día de tu boda, México, Secretaría de Educación Pública (SEP) / Martín Casillas, 1982.
- La lengua en la mano, México, Premià, 1983.
- De la amorosa inclinación de enredarse en cabellos, México, Océano, 1984.
- Erosiones, México, Universidad Autónoma del Estado de México (UAEM), 1984.
- Síndrome de naufragios, México, Joaquín Mortiz, 1984 (Premio Xavier Villaurrutia 1984).
- Álvar Núñez Cabeza de Vaca, Notas y documentos, México, CONACULTA, 1993.
- Esguince de cintura (ensayos sobre narrativa mexicana del siglo XX), México, Consejo Nacional para la Cultura y las Artes, 1994.
- La Malinche, sus padres y sus hijos, México, UNAM, 1994 [Neuauflagen: México, Taurus, 2001 und 2013].
- Obra selecta de Sor Juana Inés de la Cruz (selección y prólogo de Margo Glantz y cronología y bibliografía de María Dolores Bravo Arriaga), Caracas, Biblioteca Ayacucho, 1994.
- Sor Juana Inés de la Cruz, ¿hagiografía o autobiografía?, México, Grijalbo, Universidad Nacional Autónoma, 1995.
- Sor Juana Inés de la Cruz: saberes y placeres, Toluca, Instituto Mexiquense de Cultura, 1996.
- Sor Juana: La comparación y la hipérbole, Mexico, Consejo Nacional de la Cultura y las Artes, 2000.
- Borrones y borradores. Ensayos sobre literatura colonial, UNAM / El Equilibrista, México, 1992 [Neuauflage unter dem Titel La desnudez como naufragio: borrones y borradores, Madrid Iberoamericana, 2004].
- Obras reunidas I: La literatura colonial, México, Fondo de Cultura Económica, 2006.
- Obras reunidas III: Ensayos sobre literatura mexicana del siglo XIX, México, Fondo de Cultura Económica, 2010.
- Musée du Louvre, Chaussures Peintes / Painted Shoes / Calzados Pintados / Gemalte Schuhe, [Margo Glantz (text), Catherine Belanger (concept) & Lois Lammerhuber (photography)], Baden, Edition Lammerhuber, 2011.
- Obras reunidas IV: Ensayos sobre literatura mexicana del siglo XX, México, Fondo de Cultura Económica, 2013.
- Yo también me acuerdo. México/Madrid, Sexto Piso, 2014.
- Simple perversión oral. México, La Caja de Cerillos Ediciones, 2014.
- La cabellera andante. México, Penguin Random House Grupo Editorial, 2015.
- Y por mirarlo todo, nada veía, México, Sexto Piso y Dirección General de Publicaciones y Fomento Editorial de la UNAM, 2018.
- Tsunami. Ed. Gabriela Jaúregui. México, Sexto Piso, 2018.
- El texto encuentra un cuerpo, Buenos Aires, Ampersand, 2020.
- Cuerpo contra cuerpo, Edición y prólogo de Ana Negri. México, Sexto Piso y Universidad Autónoma Metropolitana Unidad Cuajimalpa, 2020.
- A los dieciséis. México, UNAM, La Academia Mexicana de la Lengua, 2020. (Col. La Academia para Jóvenes).
- Materia Incandescente. Selección de Carmen Alemany Bay y Beatriz Aracil Varón. México, Secretaría de Cultura, 2021.
- Doscientas ballenas azules y cuatro caballos. Prol. Ana Negri. Los libros de la mujer rota. Chile, 2021 [i. Dr.]

### Übersetzungen

#### Englisch
- The Family Tree: An Illustrated Novel; translated by Susan Bassnett. London: Serpent’s Tail, 1991. [= Las genealogías]
- The Wake. Translated from the Spanish by Andrew Hurley. Willimantic, Conn., Curbstone Press, 2005 [= El rastro]

#### Französisch
- Les Généalogies, (trad. de Françoise Griboul), Éditions Folies D´encre, 2009. [= Las genealogías]

#### Nahuatl
- Coyolxauhqui, trad. al náhuatl de Librado Silva Galeana, Ilustraciones de María Figueroa, México, INAH/CONACULTA / Un dos tres por mí, 2008.

#### Italienisch
- La vita è una ferita assurda, traduzione dal originale spagnolo (Messico): Michela Finassi Parolo. Firenze/Milano, Giunti Editore, 2007 (Giunti blu) [= El rastro]
- La nudità come naufragio: bozze e prove di scrittura. Traduzione di Natalia Cancellieri; introduzione di Laura Silvestri. Milano/Udien, Mimesis, 2015 [= La desnudez como naufragio]
- La conquista della scrittura: letteratura e società nel Messico coloniale. Macerata, Quodlibet, 2020.

#### Portugiesisch
- Aparições. Tradução, Paloma Vidal. Rio de Janeiro: Rios Ambiciosos, 2002. [= Apariciones]
- E por olhar tudo, nada via. Tradução, Paloma Vidal, pról. Adriana Kazenpolski, Relicário Edições, Brasil, 2021. [= Y por mirarlo todo, nada veía]

#### Deutsch
- "Malinche: die entäußerte Stimme", in: Barbara Dröscher (Hg.): La Malinche: Übersetzung, Interkulturalität, Geschlecht, Berlin: Tranvía, 2001, 61–78
- "Doña Marina und der Capitán Malinche", in: Barbara Dröscher (Hg.): La Malinche: Übersetzung, Interkulturalität, Geschlecht, Berlin: Tranvía, 2001, 79–92
- "Das Mehl in der Küchenphilosophie: Zum Verhältnis zwischen Alltagswissen und Wissenschaftswissen bei Sor Juana Inés de la Cruz", in: F. Hassauer (Hg): Heißer Streit und kalte Ordnung: Epochen der "Querelle des femmes" zwischen Mittelalter und Gegenwart, Göttingen: Wallstein, 2008, 283–306.